# James Russell Wiggins

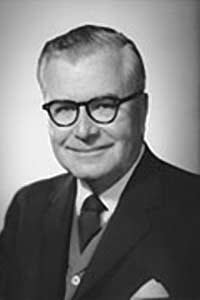
James Russell Wiggins

James Russell Wiggins, född 4 december 1903 i Luverne i Minnesota, död 19 november 2000 i Hancock County i Maine, var en amerikansk journalist och diplomat. Han var USA:s FN-ambassadör 1968-1969.
Wiggins var en långvarig framträdande redaktör på The Washington Post 1947-1968. Han var ansvarig för tidningens ledarsida från och med 1961.
Wiggins efterträdde 1968 George Wildman Ball som FN-ambassadör. Han efterträddes följande år av Charles Woodruff Yost.
Wiggins var frimurare. Hans grav finns på Rural Cemetery i Sedgwick, Maine.